# Pseudocistela crassicornis
Pseudocistela crassicornis är en skalbaggsart som först beskrevs av Sharp 1885.  Pseudocistela crassicornis ingår i släktet Pseudocistela och familjen svartbaggar. Inga underarter finns listade i Catalogue of Life.